# Gefecht am Pühhajoggi-Pass
1. Phase: Schwedische Dominanz (1700–1709)
Dänischer Kriegsschauplatz (1700)
Humlebæk • Tönning I 
Livländ./ Estnischer Kriegsschauplatz (1700–1708)
Riga I • Jungfernhof • Varja • Pühhajoggi • Narva • Petschora • Düna • Rauge • Erastfer • Hummelshof • Embach • Tartu • Narva II • Wesenberg I • Wesenberg II
Ingermanländ./ Finnischer Kriegsschauplatz (ab 1701)
Archangelsk • Ladogasee • Nöteborg • Nyenschanz • Newa • Systerbäck • Petersburg • Wyborg I • Porvoo • Newa II • Koporje II • Kolkanpää
Litauisch-weißrussischer Kriegsschauplatz (1702–1706)
Vilnius • Saladen • Jakobstadt • Gemauerthof • Mitau • Grodno I • Olkieniki • Njaswisch • Klezk • Ljachawitschy
Polnischer Kriegsschauplatz (1702–1706)
Klissow • Pułtusk • Thorn • Lemberg • Warschau • Posen • Punitz • Tillendorf • Rakowitz • Praga • Fraustadt • Kalisch 
Russischer Kriegsschauplatz (1708–1709)
Grodno II • Golowtschin • Moljatitschi • Rajowka • Lesnaja • Desna • Baturyn • Koniecpol • Weprik • Opischnja • Krasnokutsk • Sokolki • Poltawa I • Poltawa II
2. Phase: Schweden in der Defensive (1710–1721)
Baltischer und Finnischer Kriegsschauplatz (bis 1714)
Riga II • Wyborg II • Pernau • Kexholm • Reval • Hogland • Pälkäne • Storkyro • Nyslott • Hanko 
Schwed./Norwegischer Kriegsschauplatz (1710–1721)
Helsingborg • Køge-Bucht • Bottnischer Meerbusen • Frederikshald I • Dynekilen-Fjord • Göteborg I • Strömstad • Trondheim • Frederikshald II • Marstrand • Ösel • Göteborg II • Södra Stäket • Grönham • Sundsvall
Norddeutscher Kriegsschauplatz (1711–1716)
Elbing • Wismar I • Lübow • Stralsund I • Greifswalder Bodden I • Stade • Rügen • Gadebusch • Altona • Tönning II • Stettin • Fehmarn • Wismar II • Stralsund II • Jasmund • Peenemünde • Greifswalder Bodden II • Stresow 
Das Gefecht am Pühhajoggi-Pass Ende November 1700 war ein kleineres Scharmützel zu Beginn des Großen Nordischen Krieges. Kurz vor der Schlacht bei Narva besiegte ein Voraustrupp des schwedischen Entsatzheeres für das belagerte Narva eine russische Erkundungsabteilung. 

## Im Vorfeld

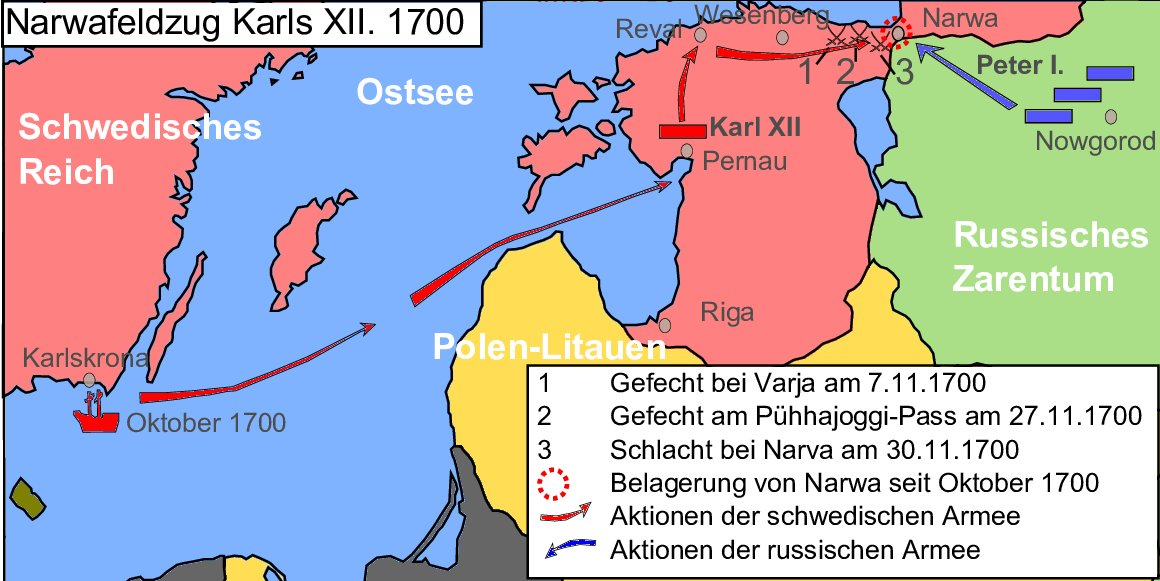
Narwafeldzug Karls XII.

1699 unterzeichneten das Zarentum Russland und Sachsen-Polen einen geheimen gegen Schweden gerichteten Bündnispakt im Vertrag von Preobraschenskoje. Damit wurde der Große Nordische Krieg eingeleitet. Sachsen eröffnete die Feindseligkeiten und zielte auf die Eroberung Schwedisch-Livlands. Dafür entsendete es 1700 eine sächsisch-polnische Armee ins Baltikum. Im Frühsommer 1700 besiegten die sächsischen Truppen im Gefecht bei Jungfernhof die schwedische Besatzung. Daraufhin zogen sich diese in die Festung von Riga zurück. Die sächsische Armee nahm im Herbst 1700 die Belagerung von Riga auf. Da es den sächsischen Truppen aber an schwerer Artillerie mangelte, bat der sächsische Kurfürst August der Starke den russischen Zaren um Hilfe. Dieser erklärte am 19. August 1700 Schweden formell den Krieg.
Die russischen Truppen marschierten von Nowgorod aus mit drei Divisionen in Richtung Narva. Bereits am 2. Oktober 1700 wurden die Laufgräben geöffnet und der Beschuss der Stadt begonnen. Trotz des Mangels an Nachschubgütern wurde die Belagerung fortgesetzt. Die russischen Belagerer konzentrierten sich nur auf die Stadt und bemerkten nicht, dass der schwedische König bereits im Anmarsch war. Die Entsatzarmee unter Karl XII. war zuvor in der livländischen Hafenstadt Pernau angelandet. Eigentlich sollte das schwedische Heer zuerst Riga von den Sachsen befreien, da diese die Belagerung der Stadt aber bereits abgebrochen hatten marschierten die Schweden direkt auf Narva zu.

## Das Gefecht am Pühhajoggi-Pass
In Wesenberg (Rakvere) vereinte sich das Entsatzheer mit der kleineren livländischen Armee des Generals Otto Vellingk. Mit insgesamt 5000 Mann Infanterie und 3000 Reitern zog der König weiter. Der russische General Boris Petrowitsch Scheremetew wurde mit 6000 Mann zum Pühhajoggi- und Sillameggi-Pass gesandt um die schwedische Annäherung zu beobachten und notfalls aufzuhalten.
Am 27. November 1700 erreichte Generalmajor Georg Johann Maydell mit seinen 400 Reitern, als Avantgarde der schwedischen Armee den Pühhajoggi-Pass. Maydells Truppe traf hier auf eine weit überlegene russische Einheit. Maydell sendete Boten zum Armeekommando, dieses entsendete zusätzliche Verstärkung zum Pass. Mit gezieltem Artilleriefeuer und einem anschließenden Kavalleriesturm auf die russischen Stellungen auf dem Pass, konnten die Russen zurückgeschlagen werden. Scheremetew zog sich mit seinem Heer nach Narva zurück und das vorrückende schwedische Hauptheer konnte den Pass ohne weitere Gefechte passieren.

## Die Folgen

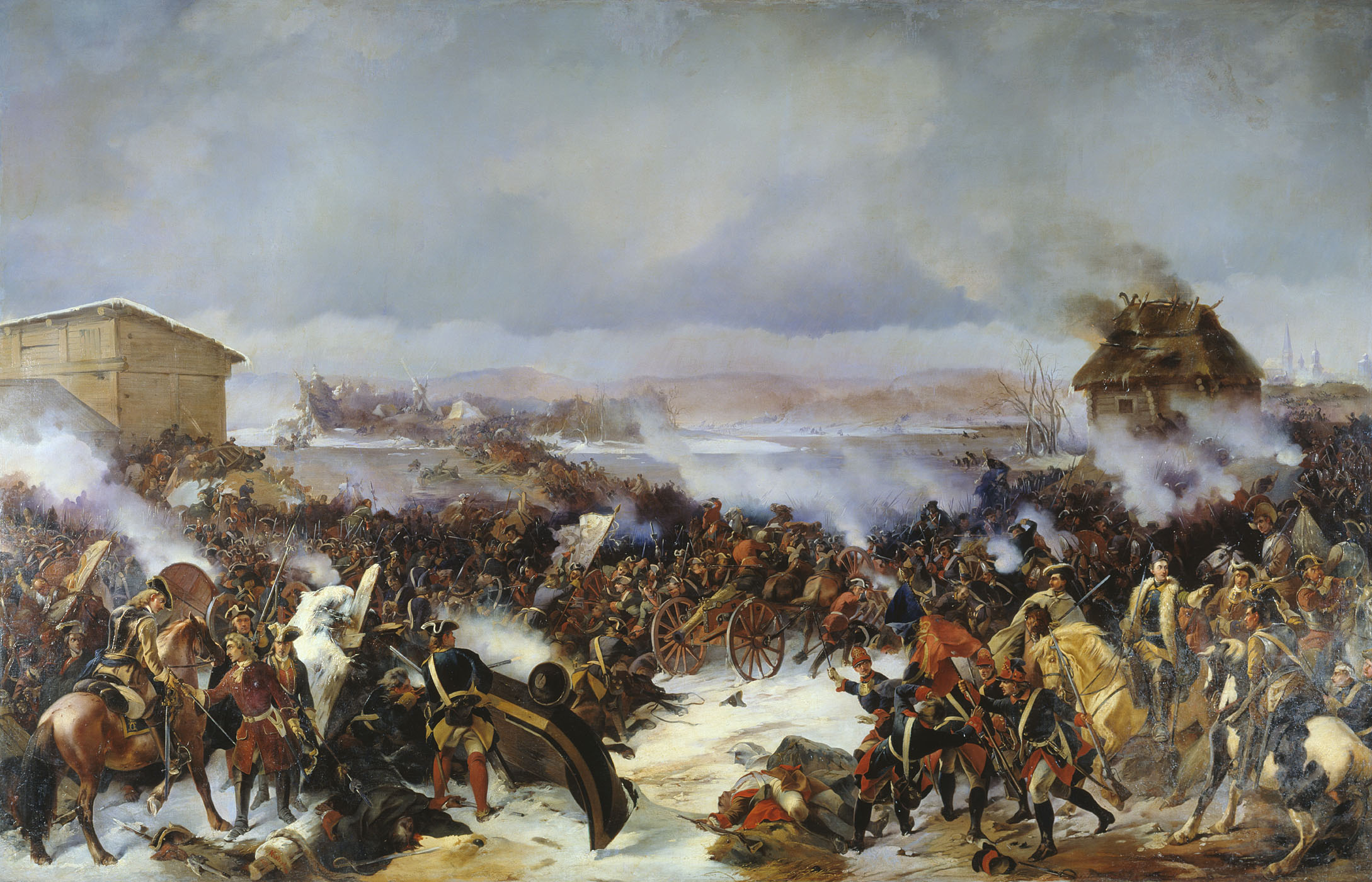
Alexander von Kotzebue: Schlacht bei Narva

Durch das schnelle Handeln der schwedischen Avantgarde war es den Russen nicht möglich den Pass zu verteidigen und ermöglichten den Angriff auf die Belagerungsarmee. Das schwedische Hauptheer rückte in die Stadt Lagena ein, wo am Vorabend der Schlacht von Narva die letzten Vorbereitungen zum Angriff auf das russische Lager getroffen wurden.
Mit dem Sieg in der Schlacht von Narva wurde die Vorherrschaft der Schweden im östlichen Ostseeraum erfolgreich gesichert.